# Léo Ayotte
Pour les articles homonymes, voir Ayotte.
 (septembre 2013).
Si vous disposez d'ouvrages ou d'articles de référence ou si vous connaissez des sites web de qualité traitant du thème abordé ici, merci de compléter l'article en donnant les références utiles à sa vérifiabilité et en les liant à la section « Notes et références ».
Léo Ayotte (né le 10 octobre 1909 à Sainte-Flore en Mauricie, et mort le 21 décembre 1976 , à l'hôpital de Saint-Hyacinthe) est un peintre québécois. Il a surtout peint la campagne québécoise, mais aussi des portraits, des nus et des natures mortes.

## Biographie
Né dans une famille modeste, il commence ses études au Collège Séraphique puis aux Séminaires de Trois-Rivières et de Nicolet. Élève indiscipliné, il abandonne ses études à la fin de sa rhétorique et commence à composer des poèmes puis à peindre. Entraîné à boire durant ses études par un prêtre inconscient du tort qu'il allait lui causer, il apprend très tôt à “lever le coude”. Même si ses parents s'inquiètent pour son avenir, ils reconnaissent son talent et l'encouragent. Un ami de la famille, le géographe Raoul Blanchard, lui conseille de s'inscrire à l'École des beaux-arts. 
En 1938, sans le sou, il déménage à Montréal rue Sainte-Famille et s'engage comme modèle à l'École des Beaux-Arts, puis au Musée des Beaux-Arts. Cela lui permet de connaître des professeurs et des élèves et de se faire engager comme concierge par le directeur Charles Maillard, qui lui demande aussi de surveiller les travaux pratiques. N'étant pas inscrit, il ne peut pas suivre les leçons, mais son travail lui permet d'écouter les conseils des professeurs aux élèves. Sans argent, il ramasse aussi les tubes à moitié vides laissés par les élèves négligents et s'en sert pour peindre. Le directeur Maillard lui dira plus tard en voyant une de ses toiles : « Vous êtes mon meilleur élève ». Longtemps négligé par la critique officielle, il organise des vernissages dans son atelier du 4076 de la ruelle Saint-Christophe, où il passe 29 années de sa vie. Brillant causeur et apprécié de tous, il peut gagner suffisamment d'argent pour réaliser son rêve de visiter la France, tout comme le fera plus tard François Déziel, surnommé le "Peintre de la Mauricie", grand ami d'Ayotte. 
En juillet 1962, il se rend donc visiter le Musée du Louvre, qui l'émeut, visiter son ami François Hertel ainsi que le sculpteur Robert Roussil et le peintre Jean Dallaire. Il termine son voyage sur la Côte d'Azur, où il passe de longs moments à peindre avec sa nièce Louise-Hélène Ayotte, qui vient de recevoir le prix du Consul de France à l'École des Beaux-Arts. Après un an en France, il revient au pays et, jusqu'en 1975, il participe à de nombreuses expositions partout au Québec. Atteint d'un cancer, il est transporté le 18 décembre 1976 à l'Hôpital de Saint-Hyacinthe, où il meurt trois jours plus tard.

## Style artistique
Léo Ayotte écrit et peint en trouvant son inspiration au sein des paysages naturels. Léo Ayotte n'utilise souvent qu'un seul pinceau pour réaliser une œuvre.

## Musées et collections publiques
- Centre culturel de Verdun
- Centre d’exposition Léo-Ayotte, Shawinigan
- Collection d'oeuvres d'art, Université de Montréal
- Musée d'art contemporain de Montréal
- Musée d'art de Joliette
- Musée des beaux-arts de Sherbrooke
- Musée du Bas-Saint-Laurent
- Musée Pierre-Boucher
- Musée québécois de culture populaire
- La Pulperie de Chicoutimi
- Société du patrimoine religieux du diocèse de St-Hyacinthe
- Univers culturel Saint-Sulpice

## Hommages
La rue Léo-Ayotte a été nommée en son honneur, 
•1991, dans la ville de Québec.
•2007 , à Trois-Rivières.
•2016 , à Shawinigan.

## Citation
« La peinture ? Moi, je n'en parle pas; j'en fais ! »